# Cristo Guerreia por Mim
Cristo Guerreia por Mim é o décimo primeiro álbum de estúdio, do cantor Álvaro Tito lançado em 1998 pela gravadora MK Music.
Em 2018, foi considerado o 65º melhor álbum da década de 1990, de acordo com lista publicada pelo Super Gospel.

## Faixas
1. Olha Pra Cristo
2. O Fogo Cai
3. Vejo Os Teus Problemas
4. Esse Sangue Vertido
5. Santo é Jeová
6. Sinal da Cruz
7. Queima Senhor
8. Cristo Guerreia Por Mim
9. É de Madrugada
10. A Solução é Jesus